# Me and the Devil Blues (manga)
Pour l’article homonyme, voir Me and the Devil Blues.
Me and the Devil Blues (俺と悪魔のブルーズ, Ore to Akuma no Burūzu) est un seinen manga d'Akira Hiramoto, retraçant de manière romancée la vie du musicien de blues Robert Johnson. Le titre du manga provient de la chanson éponyme de Robert Johnson.
La série est prépubliée dans le Monthly Afternoon de Kōdansha entre le 25 novembre 2003 et le 25 février 2008, puis reprise dans le Young Magazine the 3rd le 6 février 2015. Les quatre premiers tomes de la version française sont publiés par Kana et les deux premiers tomes de la version anglaise par Del Rey Manga.

## Liste des volumes
| no | Japonais          | Japonais          | Français        | Français          |
| no | Date de sortie    | ISBN              | Date de sortie  | ISBN              |
| -- | ----------------- | ----------------- | --------------- | ----------------- |
| 1  | 21 janvier 2005   | 978-4-06-314365-2 | 29 août 2008    | 978-2-5050-0372-4 |
| 2  | 23 août 2005      | 978-4-06-314388-1 | 17 octobre 2008 | 978-2-5050-0406-6 |
| 3  | 21 juillet 2008   | 978-4-06-314420-8 | 5 décembre 2008 | 978-2-5050-0447-9 |
| 4  | 21 septembre 2007 | 978-4-06-314467-3 | 17 avril 2009   | 978-2-5050-0555-1 |
| 5  | 6 juillet 2015    | 978-4-06-382572-5 |                 |                   |

## Distinctions
La série remporte en 2009 le Glyph Comics Awards de la meilleure réédition.

### Documentation
- Paul Gravett (dir.), « Les années 2000 : Me and the Devil Blues », dans Les 1001 BD qu'il faut avoir lues dans sa vie, Flammarion, 2012 (ISBN 2081277735), p. 819.